# Elaphoglossum entecnum
Elaphoglossum entecnum är en träjonväxtart som beskrevs av John T. Mickel. Elaphoglossum entecnum ingår i släktet Elaphoglossum och familjen Dryopteridaceae. Inga underarter finns listade.